# David Šain
David Šain, né à Osijek le 8 février 1988, est un rameur croate qui pratique l'aviron.

## Palmarès

### Jeux olympiques
- 2012 à Londres,  Royaume-Uni
  -  Médaille d'argent en quatre de couple

### Championnats du monde
- 2010 à Karapiro,  Nouvelle-Zélande
  -  Médaille d'or en quatre de couple
- 2011 à Bled,  Slovénie
  -  Médaille de bronze en quatre de couple

### Championnats d'Europe
- 2010 à Montemor-o-Velho,  Portugal
  -  Médaille d'argent en quatre de couple